# Тестебуон
Тестебуон (швед. Testeboån) — річка у середній частині Швеції, у лені Євлеборг. Довжина річки становить за різними даними 110–113 км, площа басейну  — 1120 км² (1112 км², 1111,8 км²). Середня річна витрата води — 12,1 м³/с, мінімальна витрата води на день — 1,2 м³/с. На річці побудовано 5 ГЕС малої потужності, 1 малу ГЕС побудовано також на одній з річок у її верхів'ях.

## Назва
В давні часи назва річки чередувалася між Norrån (Нуррон) і Testeboström (Тестебустрем). Теперішня назва річки походить від другого варіанту, назва якого була пов'язана з назвою тепер вже зниклого села Тестебу (швед. Testebo) у парафії Гіллє (швед. Hille socken), що тепер у складі комуни Євле. У документах 1432 року назва села записана як «thæstabo», у документах 1541 року — як «tästeboda». Вважається, що назва села походить від імені якогось чоловіка на ім'я Teste у родовому відмінку і слова «bod» — хлів або примитивна будівля — у множині.

## Географія
Річка Тестебуон бере початок від злиття річок Бресільєон (швед. Bresiljeån) і Кельшеон (швед. Kölsjöån) у селі Омут (швед. Åmot) комуни Окельбу лену Євлеборг. Впадає у бухту Євлебуктен (швед. Gävlebukten) Ботнічної затоки Балтійського моря.
Річка утворює кілька водоспадів і порогів.
Більшу частину басейну річки — 83% — займають ліси. Болота й озера займають 6% та 4,5% площі басейну відповідно.
У річку на нерест заходить лосось і пструг.

## ГЕС
На річці Тестебуон зведено 5 малих ГЕС з загальною встановленою потужністю 2 МВт й з загальним середнім річним виробництвом близько 9,7 млн кВт·год На одній з річок у верхів'ях Тестебуон також зведено 1 малу ГЕС з встановленою потужністю 0,1 МВт і середнім річним виробництвом 0,6 млн кВт·год.
| № | Назва         | Назва швед- ською | Роз- ташуван- ня | Рік введен- ня в дію | Встанов- лена потуж- ність, МВт | Середнє річне вироб- ництво, млн кВт·год |
| - | ------------- | ----------------- | ---------------- | -------------------- | ------------------------------- | ---------------------------------------- |
| 1 | Масугнсдаммун | Masugnsdammen     |                  | 1998                 | 0,1                             | 0,6                                      |
| 2 | Омутсбрук     | Åmotsbruk         |                  | 1998                 | 0,17                            | 0,6                                      |
| 3 | Бусоген       | Bosågen           |                  | 1980                 | 0,4                             | 1,8                                      |
| 4 | Стремсбург    | Strömsborg        |                  | 1981                 | 0,28                            | 1,5                                      |
| 5 | Услетфорс     | Oslättfors        |                  | 1962                 | 0,4                             | 1,595                                    |
| 6 | Стремсбру     | Strömsbro         |                  | 1983                 | 0,7                             | 4,2                                      |